# Бангор (Саскачеван)
Бангор (англ. Bangor) — село в канадській провінції Саскачеван. 

## Населення

### Чисельність
| 2001 | 2006 | 2011 | 2016 |
| ---- | ---- | ---- | ---- |
| 48   | 50   | 46   | 38   |